# 青潮
青潮（あおしお）は、海水に含まれる硫黄がコロイド化し、海水が白濁する現象である。これが発生している海は薄い青色に見えるので、赤潮と対比して青潮と呼ばれているが、実際に青い色をしているわけではない。

## 概要
富栄養化により大量発生したプランクトンが死滅して海底に沈殿し、バクテリアによって分解される過程で海中の酸素が大量に消費される。その結果、溶存酸素の極端に少ない貧酸素水塊が形成される。通常、この水塊は潮流の撹乱により周囲の海水と混合されて分散するが、内湾ではこの力が弱い。また、東京湾などでは浚渫工事に伴う土砂の採集跡が海底に窪地として残されており、ここに溜まった水塊は貧酸素環境が特に保たれる。貧酸素水塊中では嫌気性細菌が優占する。嫌気性細菌の硫酸還元菌が大量の硫化水素を発生させる。この硫化水素を大量に含んだ水塊が湧昇すると、水中の酸素によって硫化水素が酸化され、硫黄或いは硫黄酸化物の微粒子が生成される。微粒子はコロイドとして海水中に漂い、太陽光を反射して海水を乳青色や乳白色に変色させる。多くの場合、青潮は未酸化の硫化水素による独特の腐卵臭を伴う。
貧酸素水塊が上昇する主な原因は対流であるとされている。表層付近の海水が強風により外洋へ流されて離岸流が発生すると、それを補うように底層の水塊が上昇してくる。
夏から秋に東京湾で多く発生することが知られ、北の風もしくは北東の風が吹く時期に青潮が起き易い。他に、底層水が直接外洋水によって押し上げられて青潮となる場合もある。赤潮と同様に魚介類の大量死を引き起こす事がある。近年発生した青潮では、2002年に三河湾で発生した青潮がよく知られる。この青潮で沿岸のアサリの大量死が起きた。対策としては、海底の天然の浚渫窪地を埋め、貧酸素環境が生じやすい環境をもとに戻すことによって青潮の発生が抑えられると唱える学者もいる。現在三河湾では海底の天然の窪地の人工的な埋め工事が行われている。